# Mónica Nágel
Mónica Nágel Berger (Santiago, Chile; 5 de mayo de 1960) es una abogada y política costarricense de origen chileno-alemán. Nágel se ha desempeñado en algunos altos cargos del gobierno costarricense.

## Biografía
Fue Ministra de Justicia y Gracia en el gobierno del Dr. Miguel Ángel Rodríguez, de 1998 a 2002.
Fue Directora Ejecutiva y Corporativa Aeris, Costa Rica, que se encarga de la operación y las obras de remodelación del Aeropuerto Internacional Juan Santamaría, en Alajuela (2004-2010).
Nágel es especialista en Negociación y Conciliación. Desde 2010 es la Directora Regional de Relaciones Corporativas del BAC Credomatic.